# Élections législatives de 1906 dans l'Aisne
Les élections législatives françaises de 1906 se déroulent les 6 et 20 mai 1906. Dans le département de l'Aisne, huit députés sont à élire dans le cadre de huit circonscriptions.

## Élus
|   | Circonscription | Député sortant     |  | Parti       | Député élu ou réélu |  | Parti       |
| - | --------------- | ------------------ |  | ----------- | ------------------- |  | ----------- |
| = | Château-Thierry | Louis-Émile Morlot |  | PRRRS       | Louis-Émile Morlot  |  | PRRRS       |
| = | Laon-1          | Jules Pasquier     |  | ALP         | Jules Pasquier      |  | ALP         |
| = | Laon-2          | Paul Doumer        |  | Rad. indep. | Paul Doumer         |  | Rad. indep. |
| = | Saint-Quentin-1 | François Hugues    |  | FR          | François Hugues     |  | FR          |
| = | Saint-Quentin-2 | Jules Desjardins   |  | ALP         | Jules Desjardins    |  | ALP         |
| = | Soissons        | Émile Magniaudé    |  | PRRRS       | Émile Magniaudé     |  | PRRRS       |
| = | Vervins-1       | Maurice Denécheau  |  | PRRRS       | Pascal Ceccaldi     |  | PRRRS       |
| = | Vervins-2       | Jean Caffarelli    |  | ALP         | Albert Hauet        |  | Rad. indep. |

## Résultats

### Résultats à l'échelle du département
| Parti          | Parti                 | Premier tour | Premier tour | Second tour | Second tour | Sièges |
| Parti          | Parti                 | Voix         | %            | Voix        | %           | Sièges |
| -------------- | --------------------- | ------------ | ------------ | ----------- | ----------- | ------ |
|                | ALP                   | 44 123       | 34,84        | 11 673      | 27,05       | 2      |
|                | FR                    | 6 563        | 5,18         | 9 354       | 21,68       | 1      |
|                | Conservateur          | 4 799        | 3,79         |             |             | 0      |
|                | Divers droite         | 566          | 0,45         | 0           |             |        |
|                | Centre et Droite      | 56 051       | 44,25        | 21 027      | 48,73       | 3      |
|                |                       |              |              |             |             |        |
|                | Parti radical         | 34 114       | 26,93        | 14 018      | 32,49       | 3      |
|                | Radicaux indépendants | 13 714       | 10,83        | -           | -           | 2      |
|                | Gauche radicale       | 47 828       | 37,76        | 14 018      | 32,49       | 5      |
|                |                       |              |              |             |             |        |
|                | SFIO                  | 22 780       | 17,99        | 8 105       | 18,78       | 0      |
|                | Gauche socialiste     | 22 780       | 17,99        | 8 105       | 18,78       | 0      |
|                |                       |              |              |             |             |        |
| Inscrits       | Inscrits              | 152 052      | 100,00       | 52 822      | 100,00      |        |
| Abstentions    | Abstentions           | 23 007       | 15,13        | 9 097       | 17,22       |        |
| Votants        | Votants               | 129 045      | 84,87        | 43 725      | 82,78       |        |
| Blancs et nuls | Blancs et nuls        | 2 386        | 1,85         | 581         | 1,33        |        |
| Exprimés       | Exprimés              | 126 659      | 98,15        | 43 150      | 98,67       |        |

### Résultats par circonscription

#### Circonscription de Château-Thierry
- Député sortant : Louis-Émile Morlot (PRRRS), réélu.

|                  | Louis-Émile Morlot* | PRRRS          | 9 297  | 65,95  |  |  |
|                  | Jean Paillet        | Cons.          | 4 799  | 34,05  |  |  |
|                  |                     |                |        |        |  |  |
| Inscrits         | Inscrits            | Inscrits       | 16 787 | 100,00 |  |  |
| Abstentions      | Abstentions         | Abstentions    | 2 574  | 15,33  |  |  |
| Votants          | Votants             | Votants        | 14 213 | 84,67  |  |  |
| Blancs et nuls   | Blancs et nuls      | Blancs et nuls | 117    | 0,82   |  |  |
| Exprimés         | Exprimés            | Exprimés       | 14 096 | 99,18  |  |  |
| * député sortant |                     |                |        |        |  |  |

#### Première circonscription de Laon
- Député sortant : Jules Pasquier (ALP), réélu.

|                  | Jules Pasquier* | ALP            | 9 852  | 54,43  |  |  |
|                  | M. Debray       | PRRRS          | 6 698  | 37,01  |  |  |
|                  | Arthur Chobeaux | SFIO           | 1 549  | 8,56   |  |  |
|                  |                 |                |        |        |  |  |
| Inscrits         | Inscrits        | Inscrits       | 21 690 | 100,00 |  |  |
| Abstentions      | Abstentions     | Abstentions    | 3 335  | 15,38  |  |  |
| Votants          | Votants         | Votants        | 18 355 | 84,62  |  |  |
| Blancs et nuls   | Blancs et nuls  | Blancs et nuls | 807    | 4,40   |  |  |
| Exprimés         | Exprimés        | Exprimés       | 17 548 | 95,60  |  |  |
| * député sortant |                 |                |        |        |  |  |

#### Seconde circonscription de Laon
- Député sortant : Paul Doumer (Rad. indep.), réélu.

|                  | Paul Doumer*      | Rad. indep.    | 11 294 | 62,63  |  |  |
|                  | M. Camper         | ALP            | 3 439  | 19,07  |  |  |
|                  | Marius-Paul André | SFIO           | 2 591  | 14,37  |  |  |
|                  | M. de Constantin  | Républicain    | 566    | 3,14   |  |  |
|                  | M. Fancony        | Rad. indep.    | 144    | 0,80   |  |  |
|                  |                   |                |        |        |  |  |
| Inscrits         | Inscrits          | Inscrits       | 22 435 | 100,00 |  |  |
| Abstentions      | Abstentions       | Abstentions    | 3 594  | 16,02  |  |  |
| Votants          | Votants           | Votants        | 18 841 | 83,98  |  |  |
| Blancs et nuls   | Blancs et nuls    | Blancs et nuls | 807    | 4,28   |  |  |
| Exprimés         | Exprimés          | Exprimés       | 18 034 | 95,72  |  |  |
| * député sortant |                   |                |        |        |  |  |

#### Première circonscription de Saint-Quentin
- Député sortant : François Hugues (FR) réélu.

| Candidat         | Candidat         | Parti          | Premier tour | Premier tour | Second tour | Second tour |
| Candidat         | Candidat         | Parti          | Voix         | %            | Voix        | %           |
| ---------------- | ---------------- | -------------- | ------------ | ------------ | ----------- | ----------- |
|                  | Onézime Caulier  | SFIO           | 7 585        | 43,22        | 8 105       | 46,42       |
|                  | François Hugues* | FR             | 6 563        | 37,40        | 9 354       | 53,58       |
|                  | Félix Taisne     | ALP            | 3 400        | 19,38        |             |             |
|                  |                  |                |              |              |             |             |
| Inscrits         | Inscrits         | Inscrits       | 21 597       | 100,00       | 21 596      | 100,00      |
| Abstentions      | Abstentions      | Abstentions    | 3 801        | 17,60        | 3 972       | 18,39       |
| Votants          | Votants          | Votants        | 17 796       | 82,40        | 17 624      | 81,61       |
| Blancs et nuls   | Blancs et nuls   | Blancs et nuls | 248          | 1,39         | 165         | 0,94        |
| Exprimés         | Exprimés         | Exprimés       | 17 548       | 98,61        | 17 459      | 99,06       |
| * député sortant |                  |                |              |              |             |             |

#### Seconde circonscription de Saint-Quentin
- Député sortant : Jules Desjardins (ALP), réélu.

|                  | Jules Desjardins* | ALP            | 8 585  | 56,01  |  |  |
|                  | Georges Devraigne | SFIO           | 6 743  | 43,99  |  |  |
|                  |                   |                |        |        |  |  |
| Inscrits         | Inscrits          | Inscrits       | 18 771 | 100,00 |  |  |
| Abstentions      | Abstentions       | Abstentions    | 3 040  | 16,20  |  |  |
| Votants          | Votants           | Votants        | 15 731 | 83,80  |  |  |
| Blancs et nuls   | Blancs et nuls    | Blancs et nuls | 403    | 2,56   |  |  |
| Exprimés         | Exprimés          | Exprimés       | 15 328 | 97,44  |  |  |
| * député sortant |                   |                |        |        |  |  |

#### Circonscription de Soissons
- Député sortant : Émile Magniaudé  (PRRRS), réélu.

|                  | Émile Magniaudé* | PRRRS          | 8 639  | 52,29  |  |  |
|                  | Roger Firino     | ALP            | 8 113  | 47,71  |  |  |
|                  |                  |                |        |        |  |  |
| Inscrits         | Inscrits         | Inscrits       | 19 523 | 100,00 |  |  |
| Abstentions      | Abstentions      | Abstentions    | 2 145  | 10,99  |  |  |
| Votants          | Votants          | Votants        | 17 378 | 89,01  |  |  |
| Blancs et nuls   | Blancs et nuls   | Blancs et nuls | 374    | 2,15   |  |  |
| Exprimés         | Exprimés         | Exprimés       | 17 004 | 97,85  |  |  |
| * député sortant |                  |                |        |        |  |  |

#### Première circonscription de Vervins
- Député sortant : Maurice Denécheau (PRRRS).
- Député élu : Pascal Ceccaldi (PRRRS).

| Candidat       | Candidat                    | Parti          | Premier tour | Premier tour | Second tour | Second tour |
| Candidat       | Candidat                    | Parti          | Voix         | %            | Voix        | %           |
| -------------- | --------------------------- | -------------- | ------------ | ------------ | ----------- | ----------- |
|                | Émile Villemant             | ALP            | 6 672        | 47,41        | 7 082       | 49,70       |
|                | Pascal Ceccaldi             | PRRRS          | 4 514        | 32,08        | 7 167       | 50,30       |
|                | Jean-Pierre Delzire-Tellier | Rad. indep.    | 2 276        | 16,17        |             |             |
|                | M. Moret                    | SFIO           | 610          | 4,33         |             |             |
|                |                             |                |              |              |             |             |
| Inscrits       | Inscrits                    | Inscrits       | 16 383       | 100,00       | 16 360      | 100,00      |
| Abstentions    | Abstentions                 | Abstentions    | 2 261        | 13,80        | 1 986       | 12,14       |
| Votants        | Votants                     | Votants        | 14 122       | 86,20        | 14 374      | 87,86       |
| Blancs et nuls | Blancs et nuls              | Blancs et nuls | 50           | 0,35         | 125         | 0,87        |
| Exprimés       | Exprimés                    | Exprimés       | 14 072       | 99,65        | 14 249      | 99,13       |

#### Seconde circonscription de Vervins
- Député sortant : Jean Caffarelli (ALP).
- Député élu : Albert Hauet (Rad. indep.).

| Candidat         | Candidat         | Parti          | Premier tour | Premier tour | Second tour | Second tour |
| Candidat         | Candidat         | Parti          | Voix         | %            | Voix        | %           |
| ---------------- | ---------------- | -------------- | ------------ | ------------ | ----------- | ----------- |
|                  | Albert Hauet     | Rad. indep.    | 4 714        | 37,78        | 6 851       | 59,88       |
|                  | Jean Caffarelli* | ALP            | 4 062        | 32,55        | 4 591       | 40,12       |
|                  | Jean Longuet     | SFIO           | 3 702        | 29,67        | Retrait     | Retrait     |
|                  |                  |                |              |              |             |             |
| Inscrits         | Inscrits         | Inscrits       | 14 866       | 100,00       | 14 866      | 100,00      |
| Abstentions      | Abstentions      | Abstentions    | 2 257        | 15,18        | 3 139       | 21,12       |
| Votants          | Votants          | Votants        | 12 609       | 84,82        | 11 727      | 78,88       |
| Blancs et nuls   | Blancs et nuls   | Blancs et nuls | 131          | 1,04         | 285         | 2,43        |
| Exprimés         | Exprimés         | Exprimés       | 12 478       | 98,96        | 11 442      | 98,57       |
| * député sortant |                  |                |              |              |             |             |

## Rappel des résultats départementaux des élections de 1902

### Élus en 1902
| Circ.            | Élu(e) | Élu(e) | Élu(e)              | Élu(e)               | Élu(e)               | Battu(e) (seconde place) | Battu(e) (seconde place) | Battu(e) (seconde place) | Battu(e) (seconde place) | Battu(e) (seconde place) |
| Circ.            | Parti  | Parti  | Nom                 | % suffrages exprimés | % suffrages exprimés | Parti                    | Parti                    | Nom                      | % suffrages exprimés     | % suffrages exprimés     |
| Circ.            | Parti  | Parti  | Nom                 | 1er tour             | 2e tour              | Parti                    | Parti                    | Nom                      | 1er tour                 | 2e tour                  |
| ---------------- | ------ | ------ | ------------------- | -------------------- | -------------------- | ------------------------ | ------------------------ | ------------------------ | ------------------------ | ------------------------ |
| Château-Thierry  |        | PRRRS  | Louis-Emile Morlot* | 53,10 %              | -                    |                          | ALP                      | M. Uhrich                | 40,37 %                  | -                        |
| Laon-1           |        | Modéré | Georges Ermant*     | 56,16 %              | -                    |                          | PRRRS                    | Adrien Bellard           | 43,84 %                  | -                        |
| Laon-2           |        | PRRRS  | Paul Doumer         | 98,05 %              | -                    |                          | Rép. soc.                | M. Fancony               | 1,95 %                   | -                        |
| Saint-Quentin-1  |        | FR     | François Hugues*    | 37,00 %              | 54,59 %              |                          | PSF                      | Henri Turot              | 36,85 %                  | 45,41 %                  |
| Saint-Quentin-2  |        | ALP    | Jules Desjardins*   | 55,18 %              | -                    |                          | PSF                      | Louis Ringuier           | 29,26 %                  | -                        |
| Soissons         |        | PRRRS  | Émile Magniaudé*    | 43,10 %              | 54,01 %              |                          | PN                       | José Théry               | 40,07 %                  | 45,99 %                  |
| Vervins-1        |        | PRRRS  | Maurice Denécheau*  | 50,07 %              | -                    |                          | FR                       | Émile Villemant          | 49,93 %                  | -                        |
| Vervins-2        |        | ALP    | Jean Caffarelli*    | 59,39 %              | -                    |                          | PSF                      | Eugène Fournière*        | 40,61 %                  | -                        |
| * député sortant |        |        |                     |                      |                      |                          |                          |                          |                          |                          |

Dans la circonscription de Laon-1, une élection partielle est organisée au cours de la législature en raison de l'élection de Georges Ermant au Sénat en 1904. L'ancien député libéral Jules Pasquier est élu lors de cette élection le 5 mars 1905.